# Баяндун
Баяндун — сомон аймаку Дорнод, Монголія. Територія 6,24 тис. км², населення 2,9 тис., з них більшість — буряти. Центр — селище Наранбулаг, розташоване на відстані 176 км від Чойбалсану та 665 км від Улан-Батора.

## Рельєф
Поверхня гориста з гірськими темно-коричневими, солончаковими ґрунтами. Гори Буренхан (1348 м, найвища точка), Баяндун (1298 м), Іх Газар (1287 м), Согоот (1229 м), Угтам (1237 м.). Найнижча точка 783 м — берег річки Улз. Також є річки Бус, Баянгол, Турген, Унагай, Білуут та Урт. Озеро Тургеній Цагаан.

## Клімат
Різкоконтинентальний клімат. Середня температура січня −22°С, липня 18+20С. Протягом року в середньому випадає 300 мм опадів.

## Тваринний та рослинний світ
Водяться олені, манули, козулі, кабани, тарбагани, вовки, лисиці, антилопи. Польова рослинність.

## Економіка
Сільське господарство.станом на 2007 рік 65 тисяч голів худоби.

## Корисні копалини
Родовища урану та кольорових металів, залізної руди.

## Соціальна сфера
Школа, лікарня, культурний та торговельно-обслуговуючий центри.